# 贵族义务
贵族义务（法語：noblesse oblige）是欧洲一种起源于中世纪封建制度的传统社会观念，认为贵族阶层有义务为社会承担责任，大致即“地位越高，责任越大”的意思，引申义也可指一个人的举止风范必须与其地位相符。在现代政治中，“贵族义务”的概念通常指社会上层阶级有照料底层人民、增强社会凝聚力的义务。这种政治风气在英国最为根深蒂固，其最直接的结果就是从第二次世界大战时期开始英国政府在工党和保守党“共识政治”下所推行的诸如《贝弗里奇报告》和国家医疗服务等等大量社会福利政策，将英国变为福利国家。然而，撒切尔政府在1970年代开始进行的新自由主义改革最终将英国政治中的“贵族义务”风气逐渐瓦解。

## 关联条目
- 骑士精神
- 贵族政治